# 亚历山大·库连科夫
亚历山大·维亚切斯拉沃维奇·库连科夫（俄语：Александр Вячеславович Куренков，1972年6月2日—），俄罗斯政治家，军人，中將军衔。2022年5月，库连科夫被任命为俄罗斯紧急情况部部长。